# Saint-Jacques-le-Mineur
Pour les articles homonymes, voir Saint-Jacques.
Saint-Jacques-le-Mineur est une municipalité dans la municipalité régionale de comté de Les Jardins-de-Napierville au Québec (Canada), située dans la région administrative de la Montérégie. 

## Toponymie
Elle est nommée en l'honneur de l'apôtre saint Jacques le Mineur, fils d'Alphée.

## Histoire
Au début du XIXe siècle, le territoire de la commune actuelle fait partie de la propriété de Marie-Flavie Raymond, fille du député Jean-Baptiste Raymond (1757-1825). Le hameau Saint-Jacques-le-Mineur est construit entre 1823 et 1827 sur une subdivision de cette propriété.
Le 14 mai 2011, la municipalité de la paroisse de Saint-Jacques-le-Mineur changea son statut pour celui de municipalité.

## Géographie
L'autoroute 15 délimite le sud-ouest de la municipalité et la route 217 en traverse le centre du nord au sud.

## Démographie
| 1991  | 1996  | 2001  | 2006  | 2011  | 2016  | 2021  |
| ----- | ----- | ----- | ----- | ----- | ----- | ----- |
| 1 297 | 1 612 | 1 573 | 1 628 | 1 672 | 1 690 | 1 766 |

## Administration
Les élections municipales se font en bloc pour le maire et les six conseillers.
| Saint-Jacques-le-Mineur Maires depuis 2001                                                                           |                  |                                |          |
| Élection | Maire            | Qualité                        | Résultat |
| 2001 | Camille Beaudin  |                                | Voir     |
| 2005 | Camille Beaudin  | Voir                           |          |
| 2009 | Lise Trottier    |                                | Voir     |
| 2013 | Lise Trottier    | Voir                           |          |
| 2017 | Lise Sauriol     |                                | Voir     |
| 2021 | Karine Paiement  |                                | Voir     |
| mars 2023 | Marie-Ève Boivin | Mairesse suppléante            | Voir     |
| avr. 2023 | Étienne Brunet   | Conseiller municipal 2021-2023 | Voir     |
| Élection partielle en italique Depuis 2005, les élections sont simultanées dans toutes les municipalités québécoises |                  |                                |          |